# Borja Bolčina
Borja Bolčina, slovenski glasbenik, pesnik * 1976, Nova Gorica.
Borja Bolčina je svojo umetniško pot je začel kot pisec glasbe pri slovenskem rock bandu Zaklonišče prepeva, s katerim je izdal številne studijske albume ter koncertiral po Sloveniji in ex-Yu. V skupini je igral do leta 2011, ko se je preselil v Bologno (ITA) in začel sodelovanje z italijansko indie rock skupino Rosso Dalmata. 
Poezijo je Borja začel pisati pozneje, pretežno kot besedila h glasbi za lastne kantavtorske projekte. Leta 2016 izda v samozaložbi svojo prvo pesniško zbirko z naslovom Bologna, kjer je avtor živel in delal med letoma 2010-2013, decembra 2019 pa izide njegova druga zbirka O zlatih ribicah. Nekatere pesmi mu objavijo v slovenskih revijah in časopisih kot so Spirala, Mentor, Primorske novice, Kralji ulice, v prevodu Olge Lalić-Krowicka pa tudi v poljskih, makedonskih in srbskih revijah. Leta 2020 prejme zlato priznanje na natečaju JSKD za odrasle literate, leta 2021 zmaga na Šinkovčevih dnevih poezije s pesmijo »Plašč«. 
Junija 2022 izide zbirka z naslovom Valter, za katero so značilne nadrealistične, prozno oblikovane pesmi, s katerimi zmaga na natečaju JSKD za najboljšo samozaložniško zbirko poezije 2022. Leta 2024 pa je nominirana za Jenkovo nagrado! Jenkova nagrada je ena najuglednejših slovenskih literarnih nagrad, stanovska nagrada, ki jo Društvo slovenskih pisateljev podeljuje za najboljšo pesniško zbirko zadnjih dveh let. Zbirka je delno tudi uglasbena in kot tako jo Borja predstavlja v spremljavi kitare s svojo originalno mešanico recitala in kantantorstva. 
Leta 2024 izide, prav tako v samozaložbi, Vietnamski notesnik, zbirka notes-pesmi s popotovanja po Vietnamu.